# Timothy Austin
Timothy Austin –conocido como Tim Austin– (Cincinnati, 14 de abril de 1971) es un deportista estadounidense que compitió en boxeo. Participó en los Juegos Olímpicos de Barcelona 1992, obteniendo una medalla de bronce en el peso mosca.
En abril de 1993 disputó su primera pelea como profesional. En julio de 1997 conquistó el título mundial de la IBF, en la categoría de peso gallo. En su carrera profesional tuvo en total 30 combates, con un registro de 27 victorias, 2 derrotas y un empate.

## Palmarés internacional
| Juegos Olímpicos | Juegos Olímpicos   | Juegos Olímpicos  | Juegos Olímpicos |
| Año              | Lugar              | Medalla           | Categoría        |
| ---------------- | ------------------ | ----------------- | ---------------- |
| 1992             | Barcelona (España) | Medalla de bronce | 51 kg            |